# USS Ronald Reagan (CVN-76)
Pour les articles homonymes, voir Ronald Reagan (homonymie).
L’USS Ronald Reagan (CVN-76) est un porte-avions polyvalent américain à propulsion nucléaire, faisant partie de la classe Nimitz. Il est le navire de tête de la sous-classe Ronald Reagan, et fait partie des 11 porte-avions géants de l'US Navy.
Ce porte-avions est l'un des rares à avoir été baptisé en l'honneur d'une personnalité alors encore en vie au moment de sa mise en service : l'ex-président Ronald Reagan. Contrairement aux autres personnalités qui ont donné leur nom aux navires de la classe Nimitz, la politique pro-Navy de Ronald Reagan fut très peu médiatisée. Pourtant, son plan stratégique de la Marine de 600 navires (600 Ship Navy) fut une étape clé dans l'histoire de la marine et surtout, a permis d'allouer les fonds nécessaires à la construction de quatre nouveaux porte-avions Nimitz dans les années 1980. À cela s'ajoute son statut de commandant en chef de la marine, octroyé par son titre de président.
La devise du navire, Peace through strength (« La paix grâce à la force »), provient d'une allocution radio du président Ronald Reagan sur la politique étrangère des États-Unis. Cette devise est une expression récurrente chez Reagan ; l'USS John C. Stennis, qui a été construit durant le mandat du président, porte la même devise.

## Construction

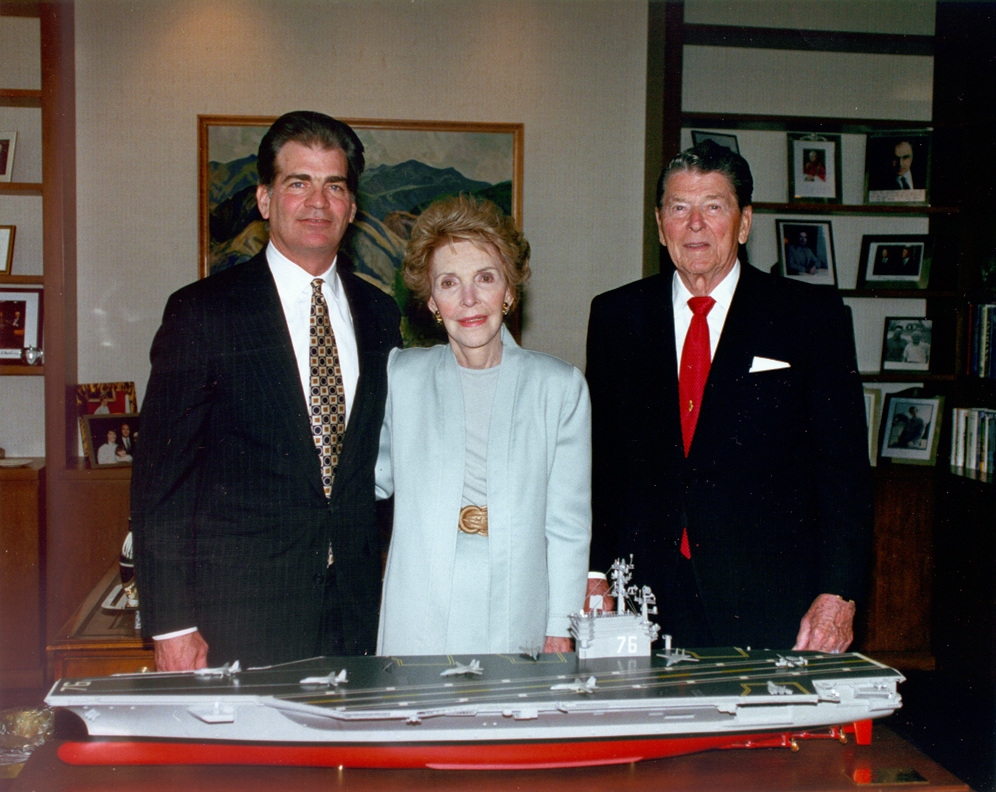
Les Reagan avec une maquette de l'USS Ronald Reagan en mai 1996. À gauche se trouve le PDG de Newport News Shipbuilding, Bill Fricks.

La commande a été passée le 8 décembre 1994 au Newport News Shipbuilding de Newport News, en Virginie, sous la désignation CVN-76, pour un budget initial de 2 milliards de dollars. En 1995, le Congrès débloque 2,3 milliards supplémentaires pour achever la construction du navire. Il aura finalement coûté un total de 4,3 milliards de dollars (en dollars de 1995).
Le navire est mis en chantier le 12 février 1998. Ses deux ancres proviennent de l'USS Ranger (navire radié de la marine en 1993).
Le CVN-76 se distingue des autres navires de sa classe par l'ajout d'un bulbe d'étrave de presque 500 tonnes, destiné entre autres à améliorer sa stabilité et ses performances hydrodynamiques. Autre détail visible : le déplacement sur l'îlot d'une structure d'antennes situé habituellement derrière ce dernier, sur les exemplaires de la classe Nimitz précédents. Il est également le premier porte-avions Nimitz dont les systèmes de refroidissement ont été conçus pour fonctionner avec du fluide réfrigérant HFC, moins dangereux pour l'environnement que les CFC utilisés sur les précédents navires de sa classe. Les systèmes de refroidissement de ces derniers seront progressivement convertis, la dernière conversion en date étant celle de l'USS Carl Vinson, en avril 2009.

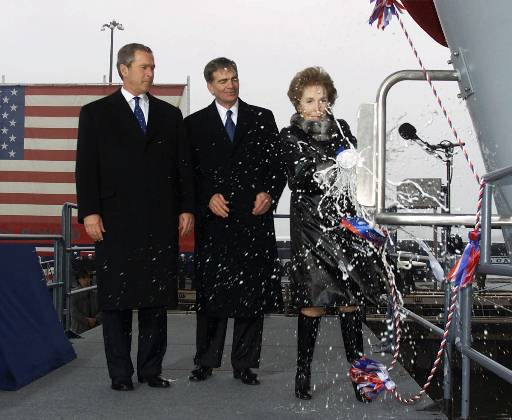
Inauguration du porte-aéronefs. De gauche à droite : le président George W. Bush, William Frickle (CEO de Newport News Shipbuilding) et l'ex-first lady Nancy Reagan.

Il est lancé et inauguré le 4 mars 2001 par l'ex-first lady Nancy Reagan, aux côtés du vice-président Dick Cheney et Lynne Cheney. Conformément à la tradition, Nancy Reagan donna le premier ordre à l'équipage : “Man the ship and bring her to life.” (« Apprêtez le navire et faites-le vivre. »).
L'armement et la préparation du navire mettront un peu plus de deux ans. En février 2003, un incendie se déclare à bord du navire, causé par un disjoncteur défaillant. Une vérification montra plus tard que près de 20 % des disjoncteurs étaient défaillants, et ils durent être changés[réf. souhaitée].

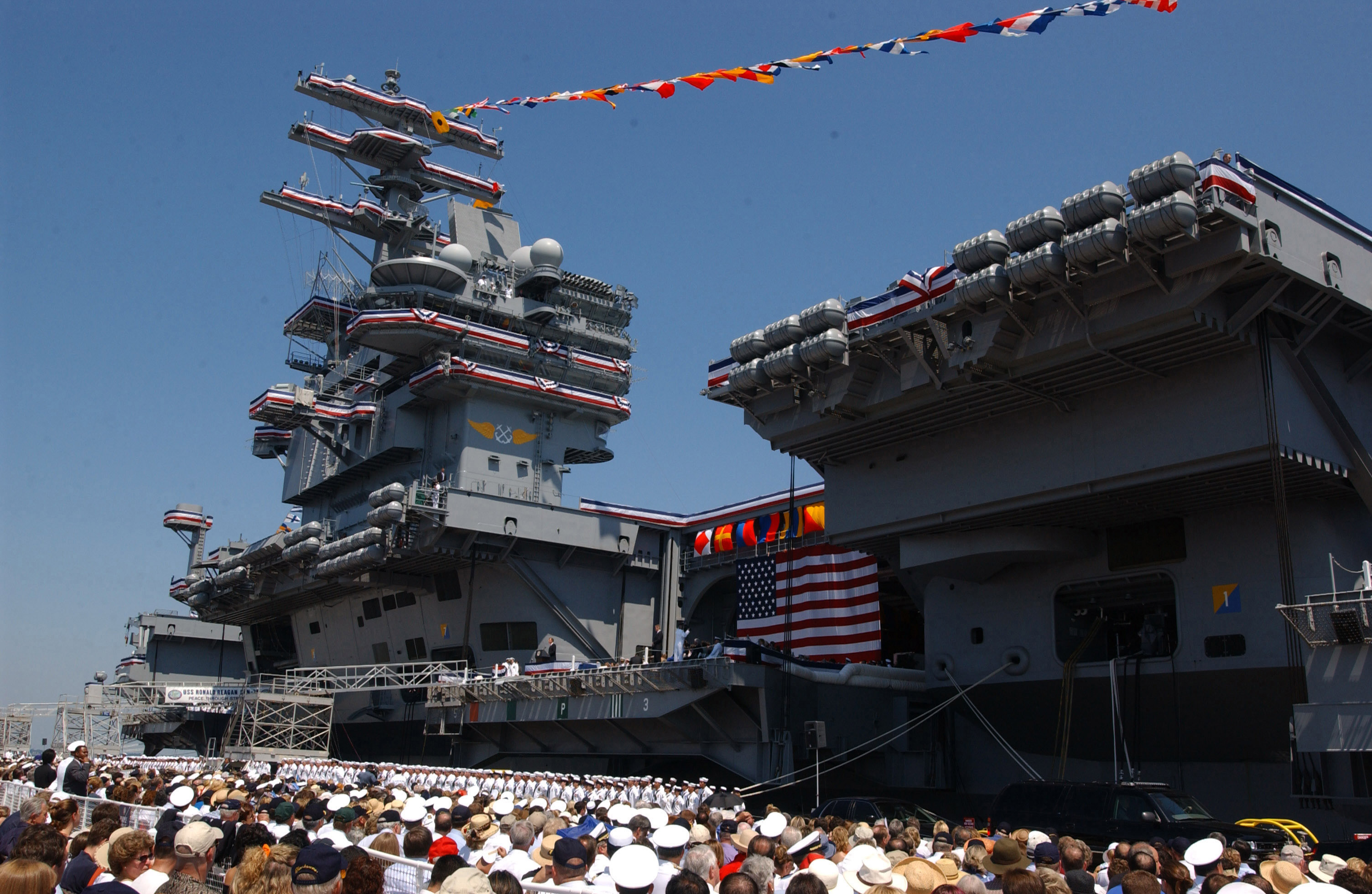
Cérémonie d'entrée en service actif.

Le navire entra dans le service actif le 12 juillet 2003, sous le commandement du Captain J. W. Goodwin, rattaché à la base navale de Norfolk. Le Ronald Reagan entreprit son voyage inaugural le 21 juillet 2003. En août de la même année, le Captain James A. Symonds remplace le Captain John W. Goodwin, en tant que Commanding Officer.
Le président Reagan, atteint de la maladie d'Alzheimer, n'a pu assister, ni au lancement, ni à la cérémonie d'entrée en service du navire, et décéda onze mois plus tard. À la fin des funérailles, le Commanding Officer J. Symonds plia le drapeau qui enveloppait le cercueil du président et le remit à Nancy Reagan. C'est ce même drapeau qui flottait au-dessus du Capitol Hill le 20 janvier 1981, lors de l'Inauguration Day de Reagan[réf. souhaitée]. Plus tard, J. Symonds remettra également à Nancy Reagan le drapeau qui flottait au-dessus du navire, lors du décès du président.

## Historique
Après avoir terminé ses qualifications et ses croisières de tests, le Ronald Reagan quitte enfin son port d'attache, Norfolk, le 23 mai 2004. Il fait le tour de l'Amérique du Sud et passe par le détroit de Magellan, avant de rejoindre son nouveau port d'attache, la Naval Air Station North Island, à San Diego. Après quelques exercices internationaux en haute mer, le Ronald Reagan se rend à Hawaï, le 11 janvier 2005, pour une période de 12 jours, durant lesquels il met deux de ses escadrons C-2A Greyhound au service de l'effort humanitaire, au travers de l'opération Unified Assistance (programme qui visait à aider les populations de l'Asie du Sud, après les évènements du tsunami de 2004).
Durant le reste de l'année 2005, le porte-aéronefs participe à divers exercices de routine, dans l'océan Pacifique, qui parfois mettent en évidence les défauts de la défense du dispositif naval. Ainsi, comme rapporté dans un vlogcast de la chaîne "Real Engineering", un sous-marin suédois, ayant pu s'introduire dans le dispositif sans être détecté, met en défaite la flotte américaine en coulant, virtuellement, par plusieurs torpilles au but, le porte-aéronefs. Le 17 novembre 2005, le Captain Terry G. Kraft remplace le Captain James A. Symonds, au poste de Commanding Officer. Le 4 janvier 2006, le navire est déployé dans l'océan Pacifique et le golfe Persique, pour mener des opérations dans le cadre de la guerre contre le terrorisme. Il fait escale à Brisbane (Australie), avant de se mettre en route pour l'Irak. Le 28 janvier 2006, le pilote d'un chasseur F/A-18 Hornet essayant d'apponter de nuit s'écrase sur le pont d'envol, du fait d'un angle d'approche trop faible. L'avion percute la passerelle, prend feu, dérape et tombe à la mer ; le pilote s'éjecte à temps.

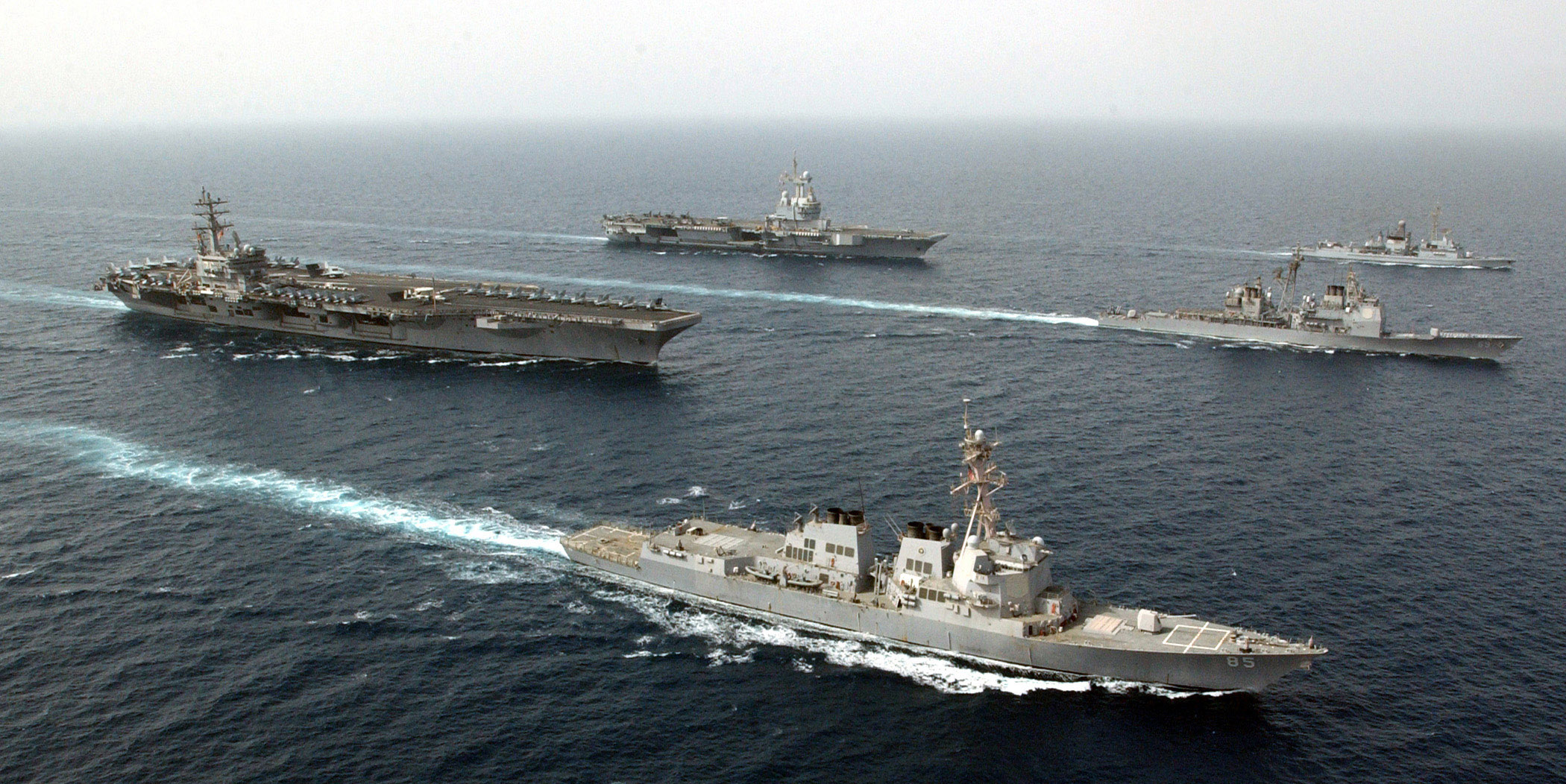
PASSEX dans le golfe Persique. Le Charles-de-Gaulle et le Cassard sont en arrière-plan.

Il fait escale à Singapour, avant d'atteindre le large de l'Irak, le 22 février. Ses escadrons font plusieurs sorties au-dessus du territoire irakien, dans le cadre de l'opération liberté irakienne. Il quitte le port de Jebel Abi (Émirats arabes unis) le 19 mars, pour conduire le 27 avril le PASSEX avec la marine française : le Ronald Reagan, l'USS Vicksburg et l'USS McCampbell réalisent des exercices de communication et une simulation de combat, avec les bâtiments français Charles de Gaulle et Cassard. Le 14 mai, le Ronald Reagan intervient à nouveau sur le sol irakien, avant de retourner dans le Pacifique. Sur le retour, il fait escale à Port Kelang (Malaisie), à Hong Kong, et à Singapour, avant de participer à l'exercice Valiant Shield, qui réunit les groupes aéronavals de l'USS Kitty Hawk, de l'USS Abraham Lincoln, mais aussi des détachements de Marines et de garde-côtes (soit plus de 20 000 marins et soldats en tout). Le Ronald Reagan arrive à son port d'attache le 6 juillet, après 6 mois passés en mer. Il aura totalisé 6 100 sorties, dont près de 3 000 dans le théâtre irakien.

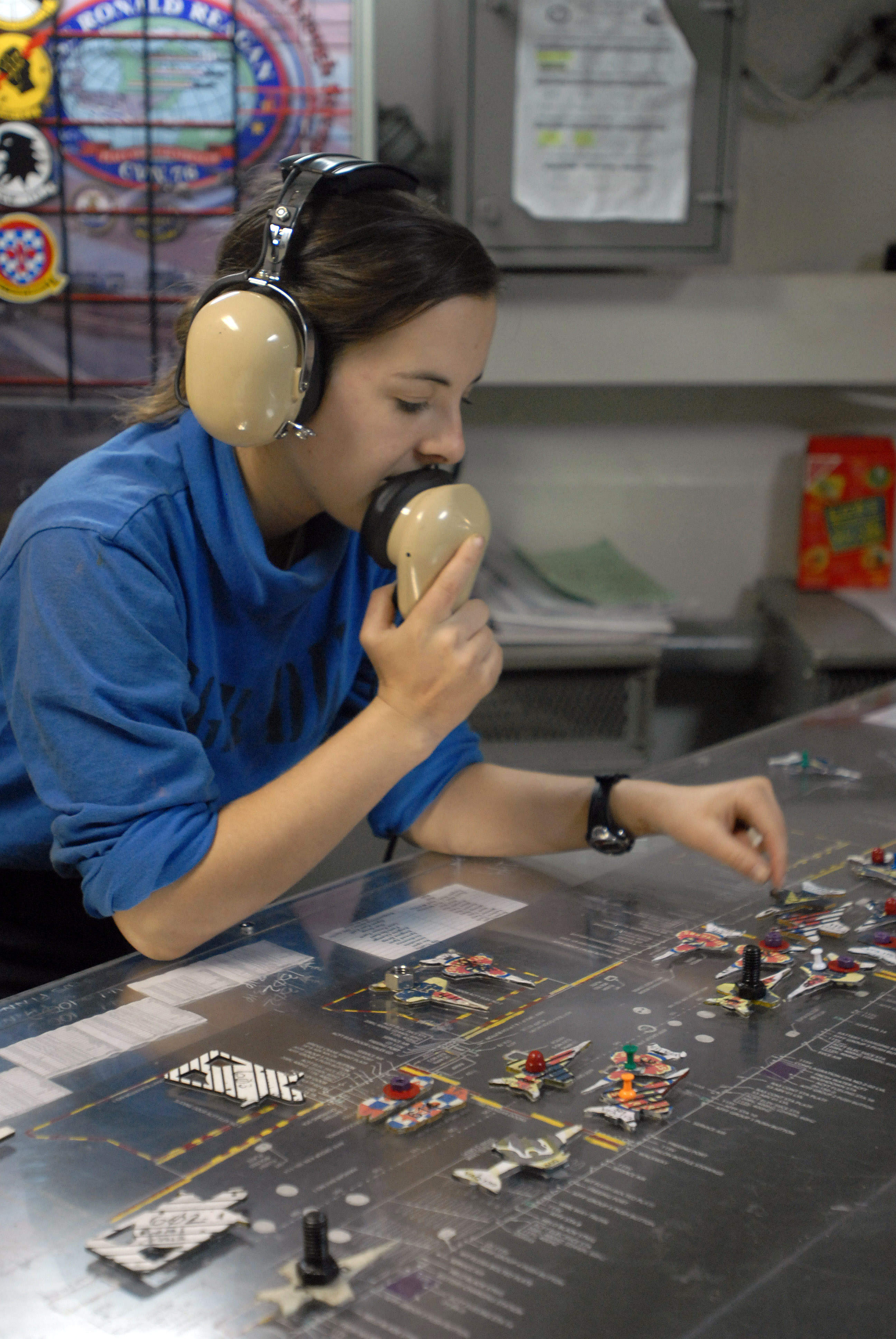
Planche logistique de type « ouija », représentant le hangar du navire.

Ce précédent déploiement est l'occasion pour le département du divertissement (Morale, Welfare and Recreation Division) d'organiser le Ronald Reagan Idol, un concours de chant basé sur la série télévisée American Idol. Le vainqueur du concours, le marin Jarrod Fowler, se présente alors à la vraie émission en tenue militaire, le 16 janvier 2007, pour représenter l'équipage du porte-avions. Il est toutefois éliminé au second tour.
L'USS Ronald Reagan quitte North Island (San Diego) le 27 janvier 2007, pour son second déploiement dans le Pacifique ouest, dans le cadre de la Fleet Response Plan. Sur place, il relaye l'USS Kitty Hawk, qui doit se rendre à la base navale de Yokosuka (Japon) pour réparations, et participe à divers exercices internationaux avec le Japon et la Corée du Sud. Le 20 avril 2007, le navire et son groupe aéronaval retournent au port d'attache, après 3 mois passés en mer.
Le 2 mai 2007, le Captain Kenneth J. Norton remplace le Captain Terry Kraft. Courant mai, le navire entame une remise à niveau (PIA, Planned Incremental Availability) de 6 mois pour un coût s'élevant à 150 millions de dollars. Les rénovations portent essentiellement sur la remise à niveau de l'électronique de bord et des dortoirs.
Le 15 décembre 2007, le porte-aéronefs répond à l'appel de détresse d'un navire mouillant au large des côtes de Basse-Californie (Mexique). Une adolescente à bord est victime d'une crise d'appendicite ; elle est transférée à bord du porte-aéronefs par un hélicoptère Seahawk pour y subir une appendicectomie.
Le 19 mai 2008, le navire quitte son port d'attache pour son troisième déploiement, dans le Pacifique. Il fait escale à Hong Kong, avant de modifier sa route pour se rendre aux Philippines, le 24 juin 2008, et contribuer à l'effort humanitaire auprès de la population, après les ravages du typhon Fengshen. Travaillant avec les Forces Armées des Philippines, le groupe aéronaval concentre ses efforts sur l'île de Panay, dans les Visayas centrales. Pendant 8 jours, des hélicoptères SH-60 Seahawk et des aéronefs C-2A Greyhound du groupe aéronaval livrent plus de 235 000 kg de riz, d'eau distillée et de fournitures de première nécessité aux îles de Panay, qui ne sont alors plus accessibles par camion, les routes étant submergées par les inondations.
Le 3 septembre 2008, le navire atteint la mer d'Arabie, où il relaye l'USS Abraham Lincoln, dans le cadre de l'opération Enduring Freedom. Le Ronald Reagan retourne à son port d'attache le 25 novembre 2008, après 6 mois d'opérations, juste à temps pour Thanksgiving.
Le 14 mars 2011, le navire vient en aide au Japon pour aider la population et notamment l'industrie japonaise après le séisme du 11 mars 2011 dans le cadre de l'opération Tomodachi. Le navire et son équipage y sont exposés à des radiations provenant des accidents nucléaires de Fukushima et au 14 mars, il doit se repositionner pour éviter une exposition des marines à de trop fortes doses,. Néanmoins, 157 d'entre eux, présents sur le porte-avions, sont irradiés ; ils portent plainte contre Tepco, l'exploitant de la centrale.

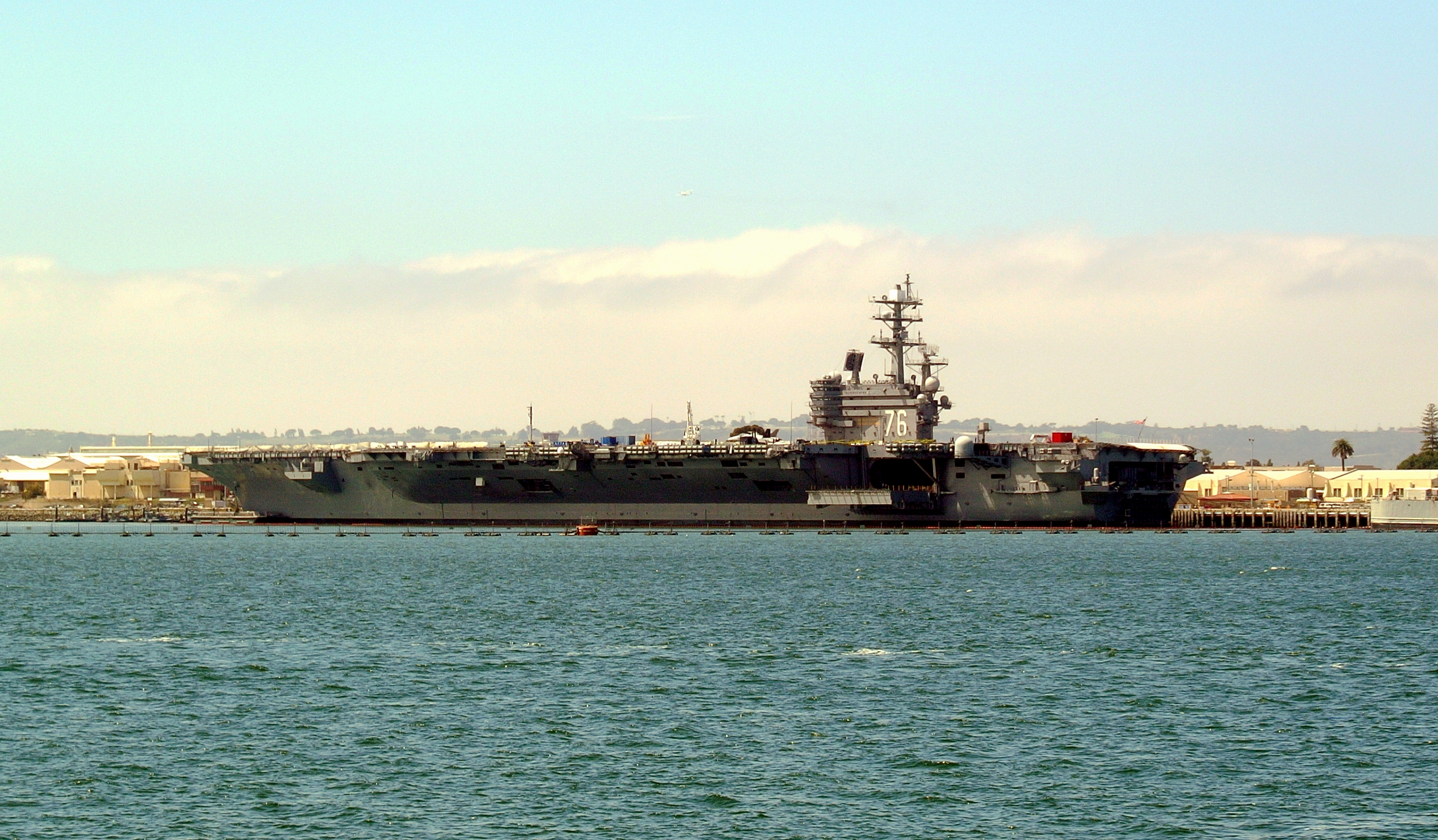
Le Ronald Reagan stationné à San Diego (2013)

Le navire est affecté à partir de l'été 2015 à la base navale de Yokosuka au Japon.

## Groupe aéronaval duRonald Reagan
Le Ronald Reagan fait partie du groupe aéronaval Commander Strike Group Five (CSG-5) et transporte les escadrons qui composent le Carrier Air Wing 5 (CVW-5). Il est le navire amiral du CSG-5 et le siège du commandant du Destroyer Squadron 7.

### Escadrons du CVW-14

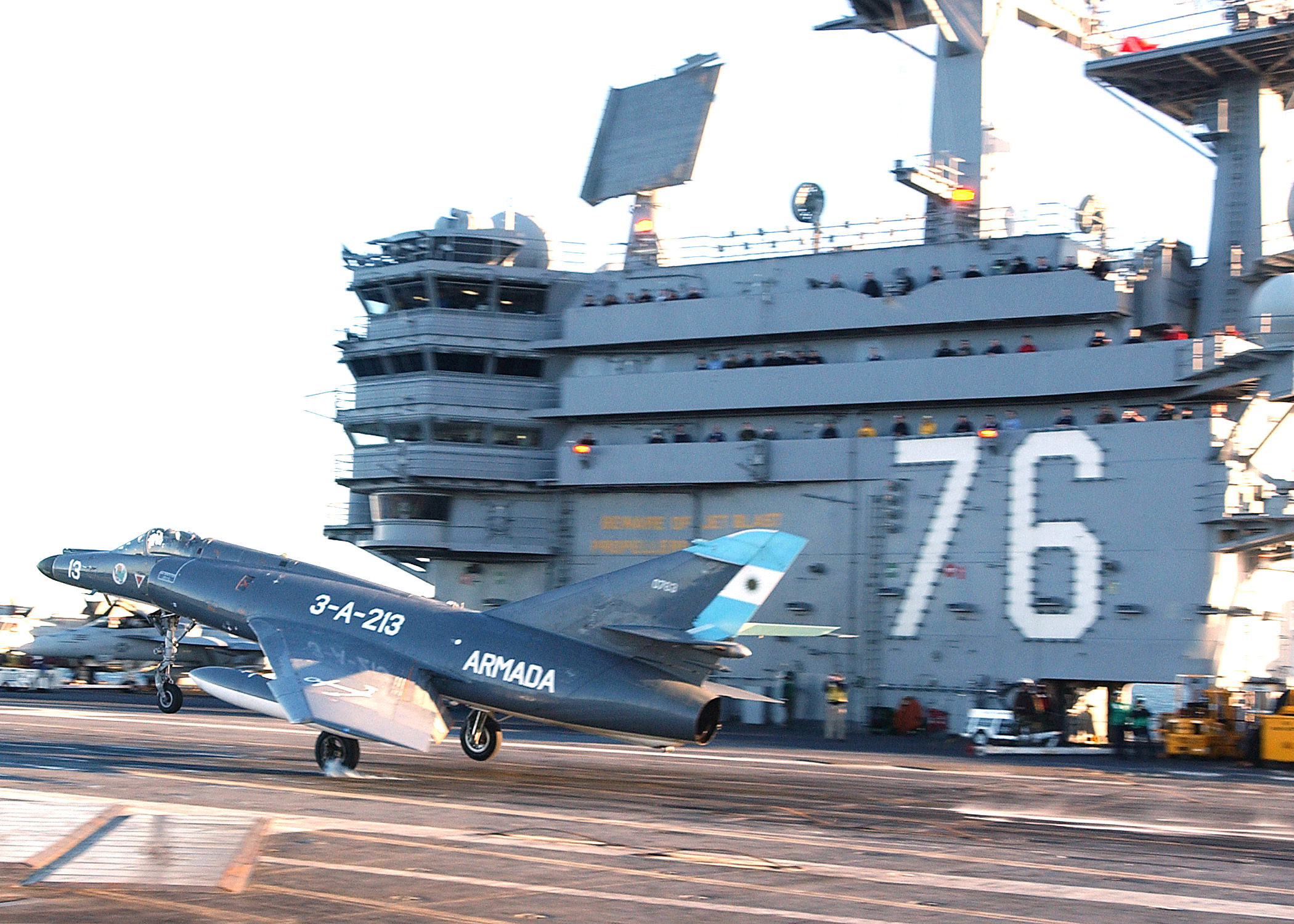
Un Dassault Super-Étendard de la marine argentine, en train d'effectuer un touch & go sur le pont du navire.

Le parc aérien du Ronald Reagan est, en novembre 2022, constitué d'environ 85 aéronefs, :
- Quatre escadrons d'attaque et d'assaut dotés de F/A-18E/F Super Hornet :
  - Strike Fighter Squadron 27 (VFA-27) “Royal Maces” équipé de F/A-18E Super Hornet.
  - Strike Fighter Squadron 102 (VFA-102) “Diamondbacks” équipé de F/A-18F Super Hornet.
  - Strike Fighter Squadron 115 (VFA-115) “Eagles” équipé de F/A-18E Super Hornet.
  - Strike Fighter Squadron 195 (VFA-195) “Dambusters” équipé de F/A-18E Super Hornet.
- Un escadron de Boeing EA-18G Growler Electronic Attack Squadron 141 (VAQ-141) “Shadowhawks” (contre-mesure électronique)
- Un escadron de E-2D Hawkeye Carrier Airborne Early Warning Squadron 125 (VAW-125) “Tigertails” (AWACS)
- Un escadron de MH-60R Seahawk Helicopter Maritime Strike Squadron 77 (HSM-77) “Saberhawks” (hélicoptères multi-rôle).
- Un escadron de MH-60S Seahawk Helicopter Sea Combat Squadron 12 (HSC-12) "Goldenfalcons" (hélicoptères multi-rôle).
- Une flotte de soutien logistique Grumman C-2A Greyhound Fleet Logistics Support Squadron 30 (VRC-30) “Providers” (detachment 5).

### Navires du DESRON-7
Le DESRON est composé des bâtiments suivants, :
- USS Decatur (DDG-73)
- USS Howard (DDG-83)
- USS Gridley (DDG-101)
- USS Chancellorsville (CG-62)

## Insigne du navire
L'insigne du Ronald Reagan a été créé grâce aux efforts combinés de plusieurs membres d'équipage et du Ronald Reagan Presidential foundation. Les quatre étoiles dorées représentent Ronald Reagan (car c'est le 40e président des États-Unis), ainsi que ses « quatre piliers de la Liberté » : préserver les libertés individuelles ; stimuler l'esprit d'entreprise (économie) ; apporter la démocratie dans le monde ; inculquer la fierté nationale[réf. souhaitée]. Le globe représente le désir d'apporter la démocratie dans le monde ; le continent américain, situé au centre du globe, représente la fierté nationale.
Le porte-aéronefs est positionné à gauche, sur la côte Ouest des États-Unis, en référence à Reagan et son statut de Gouverneur de Californie (1967-1975). Les trois avions symbolisent les trois opérations militaires majeures menées durant le mandat de Reagan : l'opération Urgent Fury (1983), l'opération El Dorado Canyon (1986) et l'opération Praying Mantis (1988), qui ont toutes trois fait intervenir un porte-avions.

## Pavillon de guerre

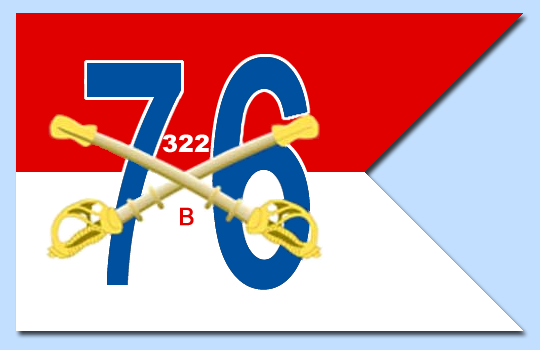
Pavillon de guerre.

Le pavillon de bataille est hissé en circonstances exceptionnelles. Son design provient également de l'équipage du navire.
Le « 322 B » fait référence à l'enrôlement de Reagan dans l'armée en 1935, dans la “Troop B, 322nd Cavalry”. Le rouge et le blanc proviennent du drapeau de guerre de la 11th Cavalry Regiment, que l'on peut voir dans le film Sergeant Murphy (dans lequel a joué Reagan), et les sabres croisés proviennent d'un insigne militaire des années 1800. Le 76 fait référence au matricule du porte-avions.

## Décorations
Le Ronald Reagan a reçu le Battle “E” en 2006 et en 2009.

## Culture populaire
Il apparaît dans la série d'animation japonaise Eureka Seven: AO et dans le film Battleship.

#### Articles
- (en) www.reagan.navy.mil – site officiel de l'US Navy sur l'USS Ronald Reagan
- (en) www.navysite.de/cvn/cvn76.html – article NavySite.de
- (en) www.uscarriers.net/cvn76history.htm – article U.S. Carriers.net
- (en) www.globalsecurity.org/military/systems/ship/cvn-76.htm – article GlobalSecurity.org

#### Galeries
- (en) www.maritimequest.com – galerie MaritimeQuest
- (en) www.navsource.org/archives/02/76.htm – galerie NavSource Naval History